# Casearia parhamii
Casearia parhamii är en videväxtart som beskrevs av Albert Charles Smith. Casearia parhamii ingår i släktet Casearia och familjen videväxter. Inga underarter finns listade i Catalogue of Life.